# エルシニア属
エルシニア属は真正細菌の属の一つで、グラム陰性の通性嫌気性桿菌。生育は遅いが0〜4℃程度の低温でも増殖可能で芽胞は形成しない。室温程度で運動性を示すものもある。GC含量比は46から50。属名はペスト菌の発見者アレクサンドル・イェルサンに因む。尿素やβ-ガラクトースを代謝することができ、混合酸醗酵を行う。動物の体内に常在するが、細胞内に寄生しペスト、仮性結核、エルシニア腸炎などの感染症を引き起こす病原菌を含む食中毒の原因菌の一つである。

## ヒトでの病原性
ヒトで腸管感染・腸炎を引き起こすのは、エルシニア・エンテロコリティカ（英語: Yersinia enterocolitica）と仮性結核菌の2種で、なかでも多くは前者によるものである。